# Zoë Straub
Zoë Straub   (Viena, 1 de desembre de 1996) és una cantant, lletrista i actriu austríaca, coneguda artísticament simplement per Zoë'. Internacionalment se la coneix per haver representat Àustria al Festival d'Eurovisió del 2016 amb una cançó cantada en francès, "Loin d'ici" (en català, Lluny d'aquí).

## Biografia

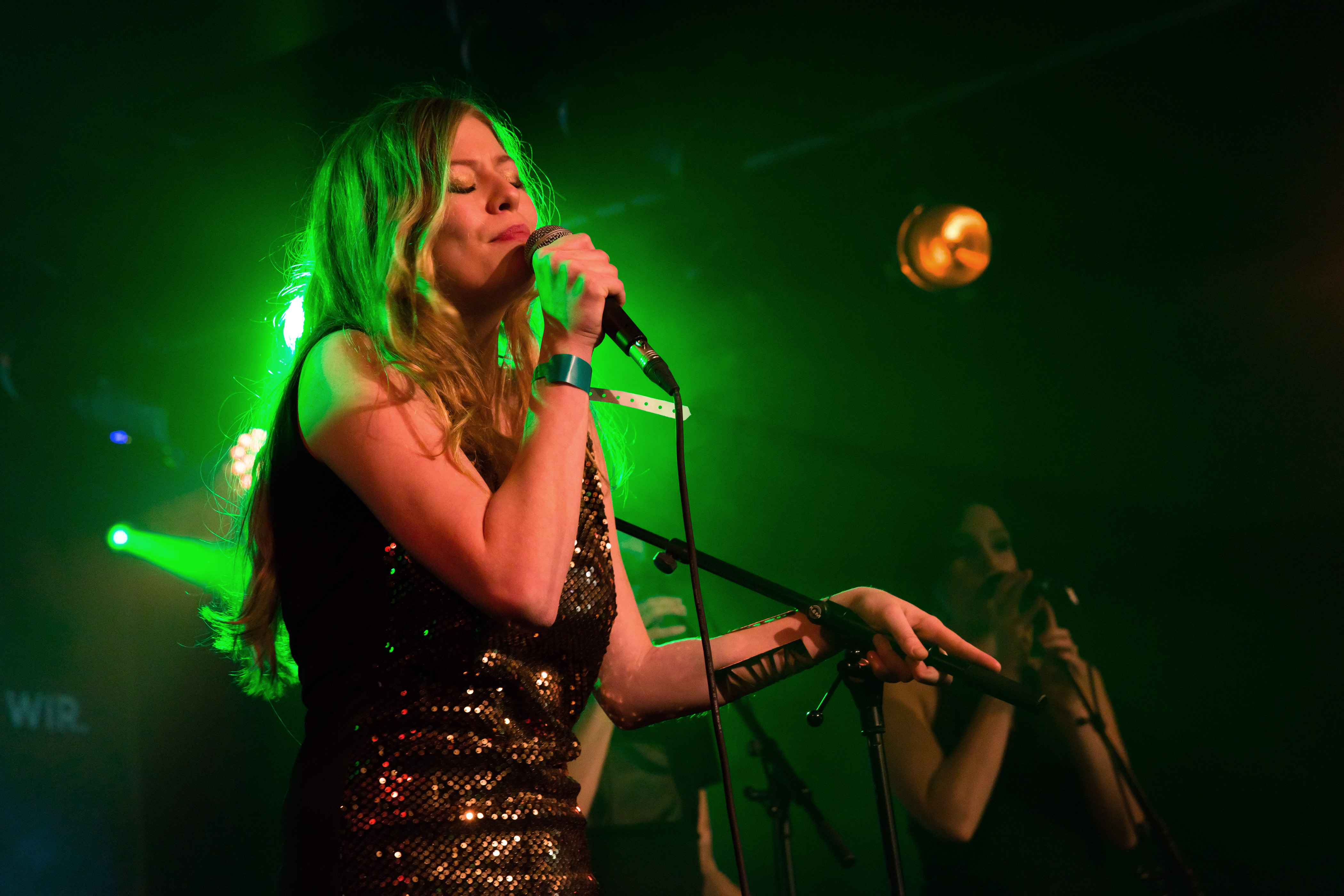
Zoë a la final del procés de selecció per representar Àustria a Eurovisió el 2015

### Infantesa
Zoë Straub va néixer a la capital d'Àustria, Viena, en una família de músics, Christof Straub i Roumina Straub (nascuda Wilfling), l'1 de desembre de 1996.
Als sis anys va participar en una cançó del projecte musical dels seus pares, Papermoon, anomenada "Doop Doop (Baby Remix)". El 2007 Straub va participar en una competició musical de la televisió austríaca, el Kiddy Contest, on va cantar una versió de "Engel ohne Flügel", originalment interpretada per Mark Medlock, cantant alemany, mentre estudiava al Liceu francès de Viena, on hi va passar nou anys.

### Carrera musical i Eurovisió

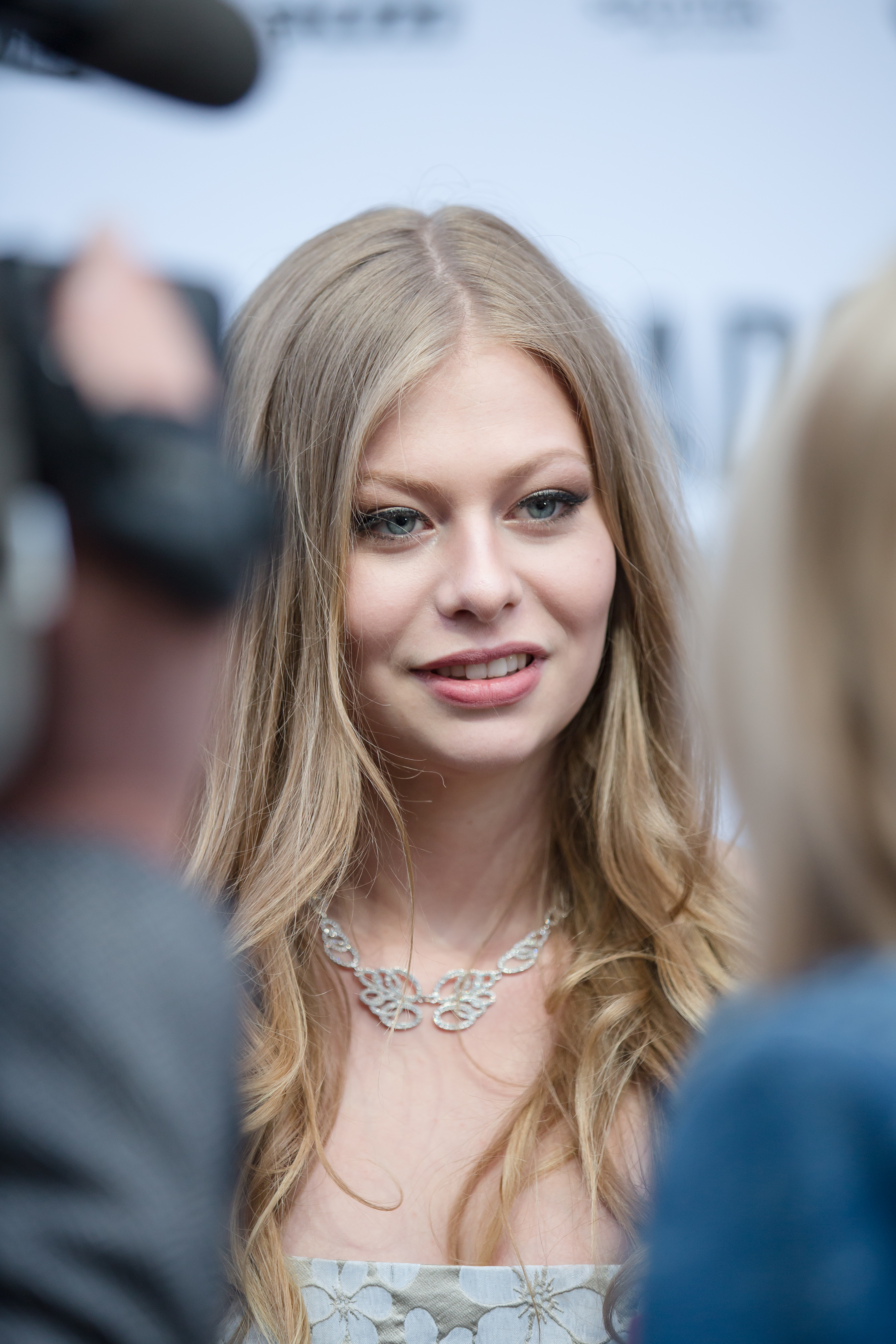
Zoë als Premis Amadeus de Música d'Àustria de 2016.

Straub va participar en la sèrie de televisió Vorstadtweiber el 2015. També va participar en el concurs per representar Àustria a Eurovisió el 2015, on va acabar en tercera posició amb la cançó "Quel filou", escrita per ella mateixa i el seu pare, Christof Straub. Tot i així, va interpretar una cançó en directe a la Rathausplatz quan la capital austríaca va ser la seu del Festival d'Eurovisió de 2015. L'octubre de 2015 va publicar el seu primer àlbum, Debut.
El 12 de gener de 2016 es va anunciar que Straub seria una de les participants en el concurs per designar el representant austríac a Eurovisió aquell any, i el 12 de febrer es va proclamar vencedora de la competició, aconseguint així representar Àustria al Festival d'Eurovisió de 2016 amb la cançó "Loin d'ici", que es va celebrar a Estocolm (Suècia). Tot i que va aconseguir classificar el país per a la final, la cantant austríaca només va poder quedar en 13a posició.

## Discografia
Àlbum
- 2015 : Début

Singles
- 2002 : Doop Doop Baby Remix / Papermoon feat. Zoë
- 2007 : Engel ohne Flügel (comme Zoe Straub)
- 2015 : My Heart Still Beats
- 2015 : Quel filou
- 2015 : Je m’en fous
- 2015 : Mon cœur a trop aimé
- 2016 : Loin d'ici